# Similosodus atrofasciatus
Similosodus atrofasciatus är en skalbaggsart som först beskrevs av Maurice Pic 1925.  Similosodus atrofasciatus ingår i släktet Similosodus och familjen långhorningar. Inga underarter finns listade i Catalogue of Life.